# راشيل كريستنسون
راشيل كريستنسون (بالإنجليزية: Rachel Christenson)‏ هي كاتِبة أمريكية، ولدت في 24 سبتمبر 1983.